# Lil B
Брэндон Кристофер Маккартни (англ. Brandon Christopher McCartney, 17 августа, 1989, 
Беркли, Калифорния, США), профессионально известный как Lil B и как его альтер эго The BasedGod – американский рэпер. Lil B записывался как сольно, так и с группой The Pack из Беркли, Калифорния. Его сольное творчество охватывает несколько жанров, включая хип-хоп, нью-эйдж, инди-рок и хоровую музыку. Он описывает свое творчество как «based» — термин, обозначающий образ жизни, основанный на позитиве и толерантности. Также он известен тем, что широко использует социальные сети для создания культовой аудитории в Интернете.

## Ранняя жизнь
Маккартни вырос в Беркли, Калифорния, и посещал среднюю школу Albany High в Олбани. Он взял имя Lil B и начал читать рэп в возрасте 15 лет в составе хип-хоп группы The Pack. После двух локально успешных микстейпов, на пике движения хайфи в Bay Area, песня группы «Vans» стала неожиданным хитом. Песня была признана пятой лучшей песней 2006 года по версии журнала Rolling Stone. Успех песни «Vans» сподвигнул группу выпустить Skateboards 2 Scrapers. Мини-альбом, включающий ремикс на «Vans» с рэперами из Bay Area Too $hort и Mistah F.A.B. 
В 2007 году Lil B и The Pack выпустили свой первый альбом Based Boys.

## Личная жизнь
16 января 2015 года в четверг рано утром загорелся многоквартирный дом Lil B в округе Контра-Коста, штат Калифорния. Lil B и ещё шесть человек были спасены 15-летним Матео Исмаэлем, который пробежал через здание, чтобы всех разбудить.
На президентских выборах в США в 2016 году он поддержал сенатора от Вермонта Берни Сандерса, ссылаясь на его достижения в области гражданских прав.

## Дискография

### Студийные альбомы
- 6 Kiss[англ.] (2009)
- Rain in England[англ.] (2010)
- Angels Exodus[англ.] (2011)
- I'm Gay (I'm Happy)[англ.] (2011)

### Мини-альбомы
- Skateboards 2 Scrapers[англ.] (совместно с The Pack) (2006)

### Совместные альбомы
- Based Boys[англ.] (совместно с The Pack) (2007)
- Wolfpack Party[англ.] (совместно с The Pack) (2010)

### Инструментальные альбомы
- Choices and Flowers[англ.] (под псевдонимом The BasedGod) (2012)
- Tears 4 God (под псевдонимом The BasedGod) (2012)
- Afrikantis[англ.] (2022)

### Синглы
- Pour a Cup (2019)
- Im Kanye (2020)
- Save the Planet  (2020)
- I Am George Floyd  (2020)
- Devious Lick (Ay Man You Already Know Who It Is) (2021)
- Shine (2022)
- Peoples Park (2022)
- Lluvia Rain (2025)
- Quemar Quemar O Ohh (2025)

### Микстейпы
- S.S. Mixtape Vol. 1 (совместно с Young L) (2007)
- S.S. Mixtape Vol. 1 (совместно с Young L) (2009)
- I'm Thraxx (2009)
- Dior Paint (2010)
- Pretty Boy Millionaires (совместно с Soulja Boy) (2010)
- Everything Based (2010)
- Dior Paint (2010)
- Blue Flame (2010)
- Roses Exodus (2010)
- Paint (2010)
- MF Based (2010)
- Gold Dust (2010)
- Where Did The Sun Go' (2010)
- Red Flame (2010)
- Red Flame: Evil Edition (2010)
- MM..Christmas (2010)
- Red Flame: Devil Music Edition (2011)
- Illusions Of Grandeur (2011)
- Bitch Mob: Respect Da Bitch Vol.1 (2011)
- I Forgive You (2011)
- Black Flame (2011)
- The Silent President (2011)
- BasedGod Velli (2011)
- Blue Eyes (2011)
- Goldhouse (2011)
- White Flame (2012)
- God's Father[англ.] (2012)
- #1 Bitch (2012)
- The BasedPrint 2 (2012)
- Trapped In BasedWorld (2012)
- Water Is D.M.G. Pt. 1 (2012)
- Green Flame (2012)
- Rich After Taxes (2012)
- Task Force (2012)
- Obama BasedGod[англ.] (2012)
- Based Jam (2012)
- Frozen (2012)
- Illusions of Grandeur 2 (2012)
- Halloween H2O (2012)
- Crime Fetish (2012)
- Glassface (2012)
- Pink Flame (2013)
- P.Y.T. (Pretty Young Thug) (2013)
- 100% Percent Gutta (2013)
- 05 Fuck Em[англ.] (2013)
- Basedworld Paradise (2014)
- Hoop Life[англ.] (2014)
- Ultimate Bitch (2014)
- Free (Based Freestyles Mixtape)[англ.] (совместно с Chance The Rapper) (2015)
- Thugged Out Pissed Off[англ.] (2015)
- Black Ken[англ.] (2017)
- Platinum Flame (2018)
- Options (2018)
- 28 Wit a Ladder (2019)
- The Hunchback of BasedGod (2019)
- Loyalty Casket (2019)
- 30 Wit a Hammer (2020)
- Trap Oz (2020)
- Gutta Dealership (2020)
- Bruno Wit da Pruno (2020)
- Hoop Life 2 (2020)
- Santa (2021)
- Red Flame After the Fire (2021)
- The Frozen Tape (2022)
- Frozen (2022)
- Call of Duty Task Force (2022)
- Thraxxx Kiss (2022)
- Bitch Mob tha Album (2023)
- B - Unit (2023)
- BasedGods Pro Skater (2023)
- Winged Wheelchair Squad (2023)
- The Book of Flame (2024)